# Fernando Cabieses Molina
Fernando Cabieses Molina (Mérida, Yucatán, México, 20 de abril de 1920 - 13 de enero de 2009) fue un científico y médico peruano.

## Biografía
Nació en Mérida, México. Fue el segundo de los cuatro hijos del peruano Eduardo Cabieses Valle-Riestra y la mexicana Alicia Molina Font. Cursó estudios de ciencias biológicas y medicina en la Universidad Nacional Mayor de San Marcos, de 1937 a 1945. Se perfeccionó en neurología y neurocirugía en la Universidad de Pensilvania. A su regreso al Perú en 1950 introdujo el tratamiento quirúrgico de los aneurismas cerebrales y la cirugía de la epilepsia. En 1956 recibió el grado de doctor en medicina por la UNMSM. Dictó cursos de su especialidad en la Universidad de Miami y fue distinguido como profesor honorario por las universidades nacionales de Trujillo (1962), Cajamarca (1963), Cuzco (1982) y Lambayeque (1985). Además, es doctor honoris causa por la Universidad Inca Garcilaso de la Vega (2006) y fue Rector Fundador de la Universidad Científica del Sur.
Miembro de la American Medical Association, del American College of Surgeons y de numerosas instituciones académicas. Fue director del Museo Peruano de Ciencias de Salud (1976-1990). Impulsó la fundación y fue el primer director del Museo de la Nación, de 1988 a 1990.
Cabieses trabajó a lo largo de su vida en integrar y hacer crecer nuevas ideas que usualmente interpretan con éxito la realidad de su entorno. Su personalidad creativa se muestra desde su tesis para obtener el título de Médico Cirujano, en la que comprobó por primera vez que la forma tradicional indígena de consumir coca no era una narcodependencia, no producía ningún daño y favorecía el trabajo en grandes alturas sobre el nivel del mar, destruyendo la creencia común del indígena narcotizado.
Recién graduado realizó una investigación experimental para comprender los sistemas de adaptación que facilitan el funcionamiento cardiorrespiratorio en el llamado "soroche". Este trabajo, que resultó sumamente valioso para la aviación, le valió una invitación a los laboratorios Randolph Field (Texas) donde se realizan estudios similares.
Luego fundó el Servicio de Neurocirugía del Instituto de Enfermedades Neoplásicas y con sus discípulos fundó servicios similares en el Hospital del Niño, el Hospital Arzobispo Loayza, el Hospital Dos de Mayo, el Hospital Militar, el Hospital Naval y el Hospital de Aeronáutica, desarrollando además servicios de consultoría en numerosas provincias del Perú.
A partir de 1953 Cabieses se dedicó al estudio de la historia de la medicina en el Perú, publicando libros que muestran que lo que era considerado historia se encontraba vigente en las zonas rurales, lejos de los centros de la medicina desarrollada. Por esta razón, fundó el Instituto de Medicina Tradicional, el cual ha facilitado la articulación de la medicina oficial con la medicina tradicional, mejorando la atención de la salud en las zonas alejadas y promoviendo el estudio y la identificación de plantas medicinales para ser industrializadas y exportadas (uña de gato, maca, sangre de grado, etc.). Labor a la que se ha unido la Universidad de Salerno, a través de la fundación de la Sociedad Italo-Latinoamericana integrada por científicos peruanos, italianos y de la mayoría de los países centro y sudamericanos.
Con más de 80 años el doctor Cabieses presidió desde 1998 la comisión organizadora de la Universidad Científica del Sur. En esta universidad logró romper esquemas en la formación académica de los futuros médicos peruanos. Consciente de la deshumanización y de la excesiva tecnificación en el entrenamiento médico, ideó un novedoso programa de prácticas supervisadas en clínicas, hospitales y centros médicos a través de un convenio de cooperación para la enseñanza universitaria de la nueva medicina. Así, sin tener un centro médico universitario u hospital universitario propio, la universidad logró optimizar los recursos existentes en la sociedad peruana.
Durante el I Congreso Peruano de Plantas Medicinales y Fitoterapia, realizado en la ciudad de Lima (2000), se brindó al Dr. Cabieses un reconocimiento a su trayectoria nacional e internacional en el campo de la investigación, docencia y difusión del conocimiento de las plantas medicinales del Perú. En mérito a su permanente contribución al intercambio cultural y la comprensión de los pueblos de Israel y Perú, fue nombrado Presidente del Consejo Internacional del Instituto Cultural Israel-Iberoamérica. De otro lado, fue nombrado Amauta por las universidades de Cuenca y Pontificia Universidad Católica de Ecuador. Este premio, que alude a la sapiencia ancestral, fue entregado, en palabras de los representantes de las universidades, "a uno de los pocos sabios vivientes de Latinoamérica".

## Publicaciones
Su producción en los campos de la medicina y la antropología cultural es vasta. En ella figuran títulos como Tronco encefálico (1957), La trepanación del cráneo en el antiguo Perú, en colaboración con Juan B. Lastres (1960), Los dioses vinieron del mar: ensayo etno-histórico (1972), Dioses y enfermedades: la medicina en el antiguo Perú (2 vols., 1974 y editado por Oscar Quiñones) en 1984 el libro obtiene el Premio Bienal "Hipólito Unánue" a la Mejor Edición Científica Hecha en el Perú, Narración de una conquista (2 vols., 1988), La coca: dilema trágico (1992), La uña de gato y su entorno (1994), Apuntes de medicina tradicional: la racionalización de lo irracional (1993), Cien siglos de pan: 10.000 años de alimentación en el Perú (1995), La maca y la puna (1997).

## Distinciones
- 1988. Palmas Magisteriales en grado de Amauta de parte del Ministerio de Educación[1]
- 1988. Premio Roussel por su ensayo «Las plantas mágicas del Perú primigenio»[3]